# Moïse Mussa Kabwankubi
Moïse Mussa Kabwankubi est le gouverneur de la province du Maniema, en République démocratique du Congo. Il a été élu avec 21 voix sur 21 et fait partie de l'Union Sacrée, le parti au pouvoir. Son principal objectif est de relever les défis liés au développement et à la sécurité dans le Maniema, une province qui a longtemps été un bastion de l'opposition.